# Поророка (гурт)
«Поророка», англ. Pororoka — український музичний інді-роковий гурт, створений у Києві у 2017 році. Виконує музику в стилях фольк, фольк-рок, дарк-фольк, поп-рок. Особливістю музики гурту є поєднання різнопланових голосів, гранджевої електрогітари, бандури, клавіш та перкусії.
У доробку гурту є альбом у форматі live-session відео, трек з якого «Нащо» увійшов до пісенної збірки конкурсу «Ше. Пісня-2017».
У складі гурту Світлана Сугак (вокал, джембе), Євген Коляда (гітара), Ліза Жарікова (клавіші, бек-вокал), Олена Гетьманська (бандура, бек-вокал).

## Історія
Гурт був створений на початку 2017 року вокалісткою Світланою Сугак та гітаристом Євгеном Колядою після участі у конкурсі, присвяченому творчості Т. Шевченка «Ше. Пісня».
До того часу музиканти займалися експериментальним проектом Євгена Коляди «Я Тебе Не Знаю», який виборов премію фестивалю «Червона Рута» в жанрі «Інша музика».
Написавши пісню на вірш Кобзаря Думка («Нащо мені чорні брови»), було вирішено розвивати цей напрям творчості окремим проектом. Назву
обрали за назвою гігантської хвилі, що утворюється двічі на рік на річці Амазонка. Води Атлантики під час приливу стикаються з річними під таким натиском, що новоутворена хвиля йде проти течії.
За результатами конкурсу трек Поророки «Нащо» увійшов до пісенної збірки конкурсу «Ше. Пісня-2017».
В тому ж році гурт поповнився бандурою і академічним вокалом Олени Гетманської, а також клавішницею і співачкою Лізою Жаріковою, лауреаткою премії «Червона Рута».
У 2018 році Поророка випустив дебютний альбом у форматі live-session відео. До нього увійшло 7 композицій — «Океани», «Не Спи», «Коліє», «Нащо», «Чом би», «Неможливо», «Дерево».
Поророка брав участь у фестивалях Прибірськ-фест (Київщина), БарроккоФест (Вінниччина), НаметФест (Харківщина), Козацький спас, Ше.Fest (Черкащина), Songs for Freedom, підтримував благодійні акції та фестивалі.
В листопаді 2019 Поророка презентував масштабну відеороботу на пісню «Нащо» спільно зі студентами Університету театру, кіно і телебачення імені І. К. Карпенка-Карого. Режисер — Олександра Конопля, продюсерка — Мар'яна Федчук, операторська робота — Богдан Гайдаш. В основі сюжету історія про трагічне кохання, яке розгортається на тлі подій Великого терору 1930-х років. Головна героїня — художниця Маргарита — уособлює в собі мистецьку школу Михайла Бойчука, яка існувала у 1920-х — 1930-х роках.
У 2020 році Поророка випустив студійний запис дебютного альбому, доповнивши його треком «Журавель». Пісня присвячена Народним Героям України луганчанам Олені Куліш та Володимиру Альохіну.
Піснею "Жовтий " у 2021 році гурт долучився до акції "Так працює пам'ять", присвяченої пам'яті Данила Дідіка і всім, хто віддав життя за незалежність України.

## Відзнаки
У 2019 році гурт переміг у конкурсі молодих виконавців рок-фестивалю «Тарас Бульба» (Дубно, Рівненська область).